# Arnegonda

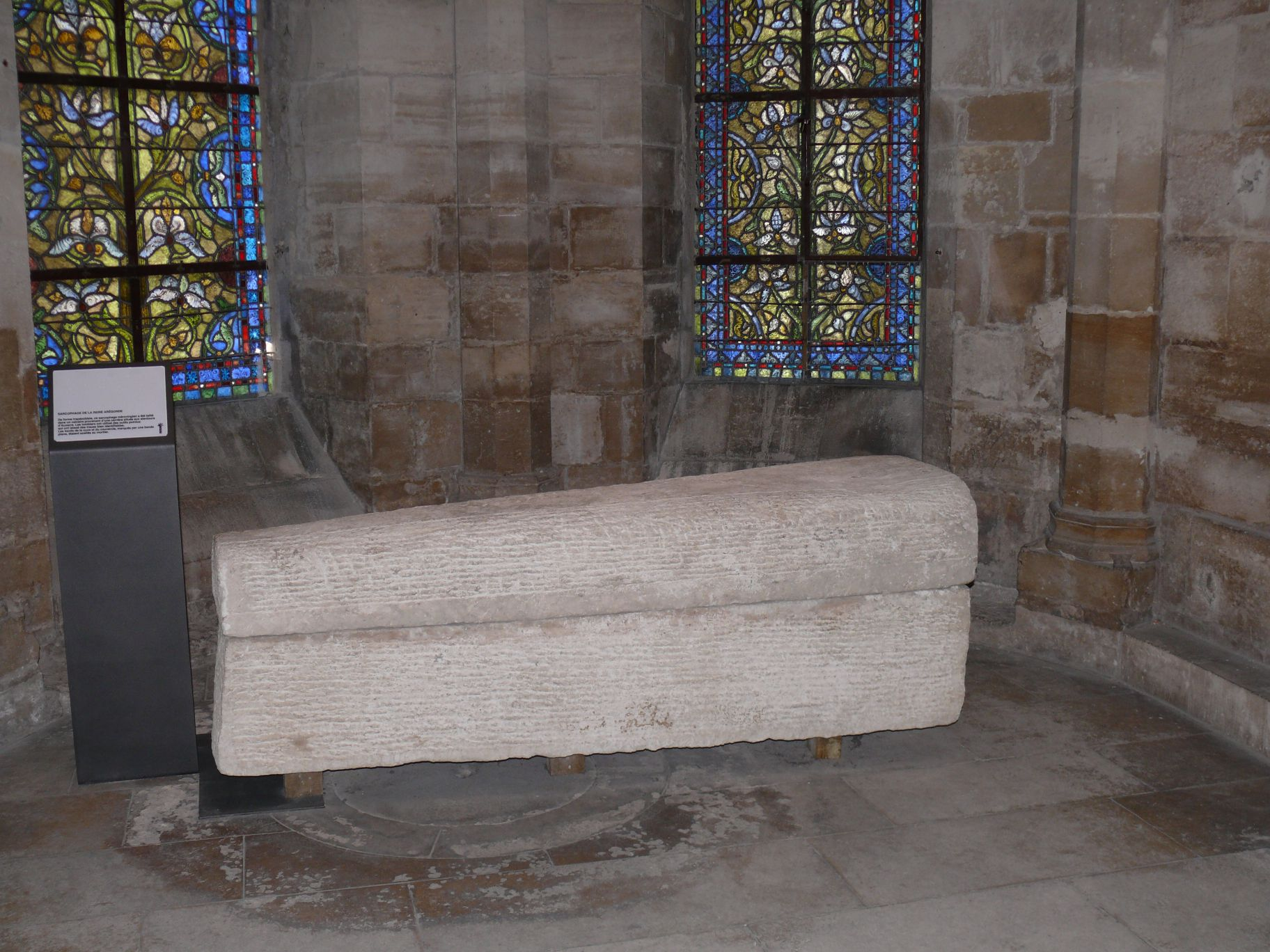
Sarcófago de la reina Arnegonda en la Basílica de Saint-Denis.

Arégonde, Aregund, Aregunda o Arnegonda (en francés: Arnegonde de Worms; Worms, c. 515-570) fue la quinta esposa de Clotario I y madre de Chilperico I de Neustria. Hermana de Ingonda o Irgund, una de las otras esposas de Clotario. 
Su sepulcro, entre docenas de otros, fue descubierto en 1959 en la Basílica de Saint-Denis por el arqueólogo Michael Fleury. Contenía, además de los huesos, ropa bien preservada y joyería, la cual sirvió para identificarla, y lo más sorprendente, un pulmón momificado naturalmente.